# جيسيكا هورن
جيسيكا هورن (بالإنجليزية: Jessica Horn)‏ هي كاتِبة وشاعرة أوغندية، ولدت في 1979.